# César Lacanna
César Lacanna (São Paulo, 4 de outubro de 1901 — São Paulo, 20 de dezembro de 1983) foi um pintor, escultor, desenhista e ceramista brasileiro.

## Biografia
Começou seus estudos na aula de modelo vivo da Sociedade Paulista de Belas Artes, passando depois para a Escola Profissional Masculina, estudando pintura e desenho artístico, e formando-se em 1920. Entre 1923 e 1924, cursou pintura decorativa no Liceu de Artes e Ofícios, estudando pintura paralelamente com José Barchitta, Quadrenk e Georg Elpons. Foi ceramista profissional na fábrica Tosca, e na Osirart, uma azulejaria que reuniu um notável grupo de artistas, que incluía Mário Zanini, Alfredo Volpi, Ernesto de Fiori, Alice Brill e Frans Krajcberg. Participou do Grupo Santa Helena, que trabalhava com uma linha moderada do modernismo. Na década de 1970, um grupo de artistas e instituições, como o Museu Lasar Segall, a USP e a Pinacoteca de Santos, iniciou um trabalho de pesquisa e resgate de seu legado.
Participou de várias exposições, entre elas a Exposição da Sociedade Paulista de Belas Artes em 1935, onze edições do Salão Paulista de Belas Artes (1934, 1935, 1936, 1939, 1940, 1943, 1952, 1976, 1977, 1979 e 1980), duas edições do Salão do Sindicato dos Artistas Plásticos (1942, 1944), três edições do Salão Paulista de Arte Moderna (1952, 1954 e 1961), do 50º Salão Nacional de Belas Artes, e do XIII Salão da Cidade de Santos em 1973.
Recebeu um prêmio não especificado no Salão Paulista de Belas Artes de 1943, Pequena Medalha de Prata do XVII Salão Paulista de Belas Artes de 1952, na seção Arte Decorativa, e Pequena Medalha de Ouro no X Salão Paulista de Arte Moderna em 1961. Tem vinte obras no Museu de Arte Contemporânea da Universidade de São Paulo.